# Case da un milione di dollari
Case da un milione di dollari (Million Dollar Contractor) è un docu-reality statunitense, andato in onda dal 2010 al 2016 su DIY Network e trasmesso in Italia da HGTV.

## Format
La trasmissione segue l'attività di Stephen Fanuka, nelle ristrutturazioni di lussuose abitazioni a Manhattan. In ogni episodio, vengono esaminati i dettagli delle strutture ed i materiali utilizzati per realizzare appartamenti milionari, case da sogno, soggiorni e cucine di lusso. 

## Episodi
| Edizione         | Episodi | Prima TV Regno Unito | Prima TV Italia |
| ---------------- | ------- | -------------------- | --------------- |
| Prima edizione   | 13      | 2012                 | 2014            |
| Seconda edizione | 13      | 2012-2013            | 2014-2015       |
| Terza edizione   | 8       | 2013                 | 2015            |
| Quarta edizione  | 13      | 2014                 | 2016            |
| Quinta edizione  | 6       | 2015                 | 2016-2017       |
| Sesta edizione   | 5       | 2016                 | 2017            |